# París que duerme
Paris qui dort (literalmente "París que duerme") es una película muda francesa de ciencia ficción del director René Clair estrenada en el año 1924, y una de las primeras manifestaciones cinematográficas de este género. Esta película pertenece a la vanguardia cinematográfica conocida como cine figurativo. La película también se conoce con otros nombres como At 3:25 o The Crazy Ray en Estados Unidos.

## Sinopsis
Después de trabajar toda la noche, el guarda nocturno de la Torre Eiffel recorre las calles de París para encontrarse con que todas las formas de vida de la ciudad han quedado paralizadas por un rayo inventado por un científico. Más tarde, el guarda encuentra a un grupo de viajeros que han llegado esa mañana de Marsella en avión, las únicas personas aparte de él que siguen en movimiento, y juntos exploran la ciudad en busca de más personas que, al igual de ellos, hayan quedado exentos de esta paralización. 

## Producción
La idea de la película se le ocurrió al propio René Clair en 1922, y fue filmada en tan solo 22 días el verano siguiente (1923). El proyecto lo financió Henri Diamant-Berger, que puso a disposición de Clair un equipo artístico y técnico, pero pocos recursos.
Aunque no le suele asociar con esta película, hay evidencias de que Claude Autant-Lara, que se convertiría más tarde en un importante director de cine en Francia, participó como asistente de dirección en esta película.

## Estreno y versiones
Tras el rodaje y una vez montada, la película no consiguió distribuidor, por lo que Clair no pudo estrenarla inmediatamente. Sin embargo, el éxito de su película Entreacto en 1924 le permitió, finalmente, estrenar Paris qui dort por medio de la Agence Générale Cinématographique y bajo el nombre Le Rayon diabolique. Este primer estreno en Francia fue de una versión más corta de la película, con un metraje de 1480 metros. Poco después, Astor Films distribuyó en Inglaterra una versión más larga, con un metraje de 1677 metros. Ambas versiones fueron aclamadas por la crítica y el público, pero criticadas por el propio René Clair, que acabó montando la película otra vez en 1971, dando lugar a una versión definitiva de 35 minutos.

## Reparto
- Henri Rollan como Albert
- Charles Martinelli como El científico
- Louis Pré Fils como El detective
- Albert Préjean como El piloto
- Madeleine Rodrigue como Hesta, la pasajera del avión
- Myla Seller como La sobrina / hija del científico
- Antoine Stacquet como El hombre rico
- Marcel Vallée como El ladrón

## Análisis
A pesar de ser una de las primeras muestras de ciencia ficción en el cine, no genera en el espectador miedo o tensión. La película es una celebración de la ciudad como ente individual, de la sensación de libertad absoluta. Además, hace un alarde de la tecnología más novedosa de la época: el avión y el automóvil eran entonces símbolos de modernidad y adelanto y la Torre Eiffel representaba el progreso y el genio francés. La película es, al fin y al cabo, parte de una vanguardia cinematográfica, cuyo objetivo esencial es ser una muestra constante de progreso.  
Más allá de una oda a la ciudad de París y al progreso y un relato de ciencia ficción, París qui dort es una reflexión sobre la libertad del ser humano. Cuando los personajes se ven en una ciudad que se encuentra a su disposición, tienen varias opciones. Podrían acudir a las autoridades o intentar descubrir las causas de lo que ha ocurrido. Sin embargo, deciden abusar de su poder para hacer lo que quieran en París, ya que el rayo paralizador hace que no tengan que responder a la ley.

## Críticas y legado
Aunque no se conservan críticas contemporáneas al estreno de la película, el legado de Paris qui dort se puede observar en numerosas críticas más recientes. Jonathan Rosenbaum, del Chicago Reader, llama a la película «uno de los hitos del cine mudo francés». James Travers escribe en FrenchFilms.org que se trata de una película «muy adelantada a sus tiempos en términos de técnica fotográfica y actuaciones cómicas» que además «consigue hacer algunas afirmaciones válidas sobre la naturaleza humana». Tim Brayton, en Alternate Ending, llama a Paris qui dort «un ejemplo prístino de realismo poético antes de que existiera el realismo poético».